# Markgrafneusiedl
Markgrafneusiedl ist eine Gemeinde mit 909 Einwohnern (Stand 1. Jänner 2024) im Bezirk Gänserndorf in Niederösterreich.

## Geografie
Markgrafneusiedl liegt östlich von Wien und südöstlich von Deutsch-Wagram im Marchfeld, einem Teil des Weinviertels, an der Geländestufe des Wagram. Der größte Fluss ist der Rußbach, der die Grenze im Südosten bildet. Die Fläche der Gemeinde umfasst zwanzig Quadratkilometer. Mehr als die Hälfte werden landwirtschaftlich genutzt, acht Prozent sind bewaldet.

### Gemeindegliederung
Es gibt nur die Katastralgemeinde Markgrafneusiedl.

### Nachbargemeinden

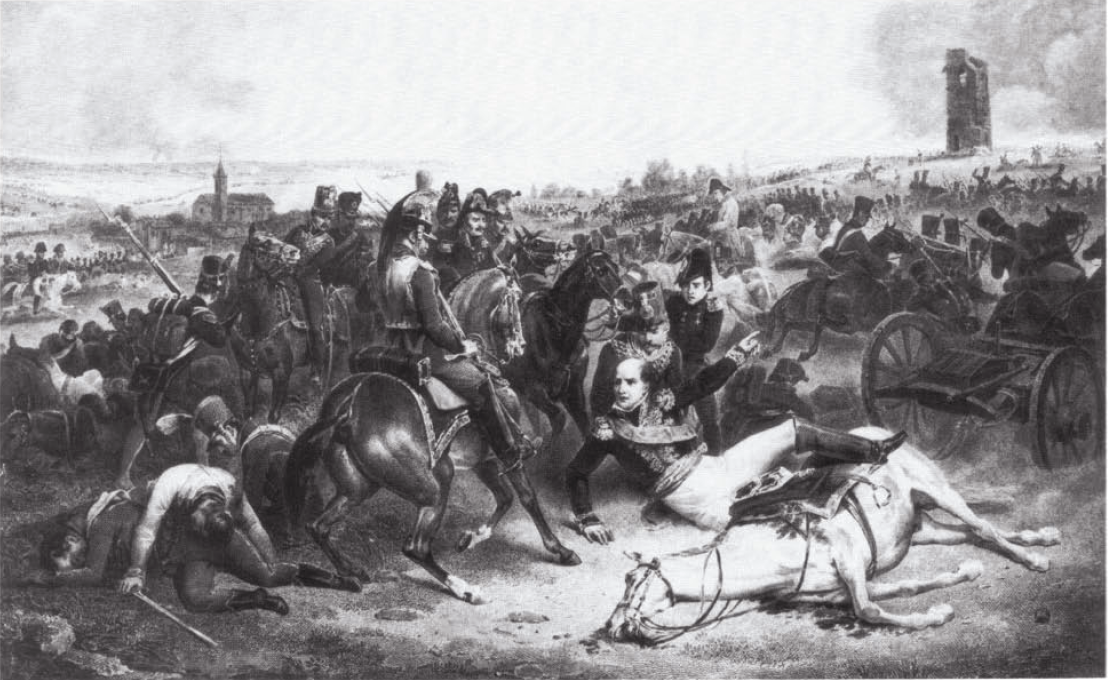
David Chandler, Die Schlacht bei Aspern 1809.

| Deutsch-Wagram | Strasshof                                   | Gänserndorf     |
| Parbasdorf     | Kompassrose, die auf Nachbargemeinden zeigt | Obersiebenbrunn |
| Großhofen      | Glinzendorf                                 |                 |

## Geschichte
Markgrafneusiedl wurde vermutlich im 11. Jahrhundert gegründet. Nach der Rückgewinnung des Gebietes von den Ungarn waltete ab 1044 Markgraf Siegfried über das Gebiet. Er führte Rodungen durch und dürfte als ersten Ort Markgrafneusiedl gegründet haben. Die erste urkundliche Erwähnung erfolgte im Klosterneuburger Salbuch zwischen 1120 und 1129 als novellum sartum marchionis. Später gelangte Markgrafneusiedl in den Besitz der Nürnberger Burggrafen. Eine Urkunde des Wiener Stadtarchivs zeigt, wie Chadolt von Eckartsau, einer dieser Burggrafen, im Jahr 1388 Güter in Markgrafneusiedl weiterverlehnt. Ab 1415 waren die Herzöge von Österreich Lehensherren von Markgrafneusiedl. Ihnen folgte die Herrschaft Wolkersdorf. 1423 fällt das Gebiet durch Erbschaft an Rüdiger von Starhemberg und 1542 kauft die Gemahlin von Kaiser Ferdinand I. das Land, um es dem kaiserlichen Hofspital in Wien zu vermachen.
Der Ort war in der Schlacht bei Wagram 1809 der Angelpunkt der Entscheidung, Schlachtsignierungspunkte befinden sich bei der Kirchenruine, am Pfarrhof und an der Krypta der Pfarrkirche. Im Jahr 1820 erhielt der Ort von Kaiser Franz I. das Marktrecht. Bald darauf verlor dieser Markt durch den Bau der Kaiser Ferdinands-Nordbahn seine Bedeutung und wurde eingestellt.

### Entwicklung des Ortsnamens
- 1231 de Margravin Niusidil
- 1252 de Maregraven Nivsidel
- 1335 Marchgrafen-Neusidl
- 1342 Marchgrafen Neusidel
- 1356 Margrafen-Neusidel
- später: Margrafenneusidel und Marichgrafen Neusidel
- 1451 Margraf Newsidel
- 1531 Margraff-Neusiedl
- dann: Markgraf-Neusiedl
- heute:Markgrafneusiedl

## Kultur und Sehenswürdigkeiten

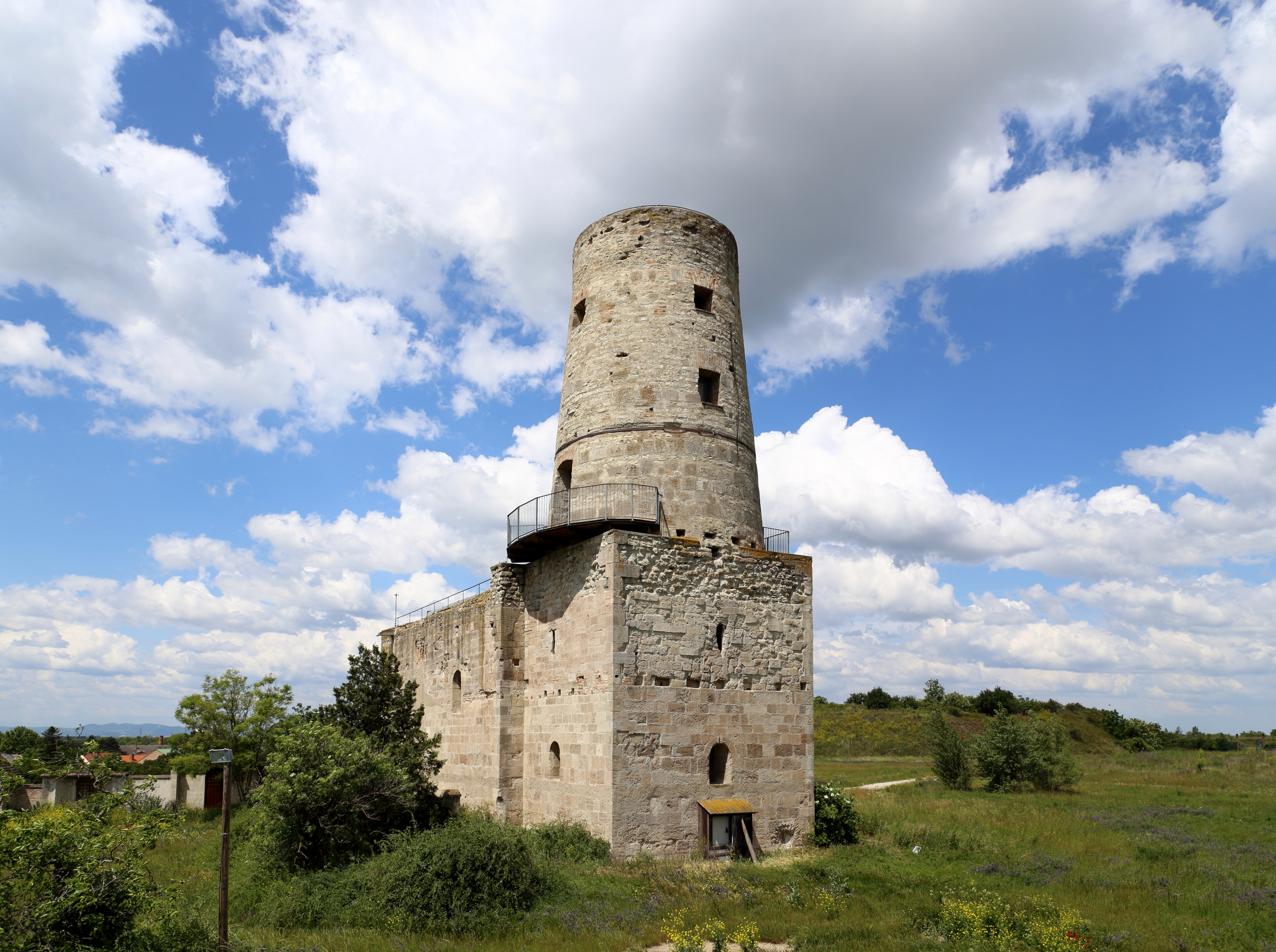
Kirchenruine Markgrafneusiedl, siehe Wappen, mit Aussichtsplattform

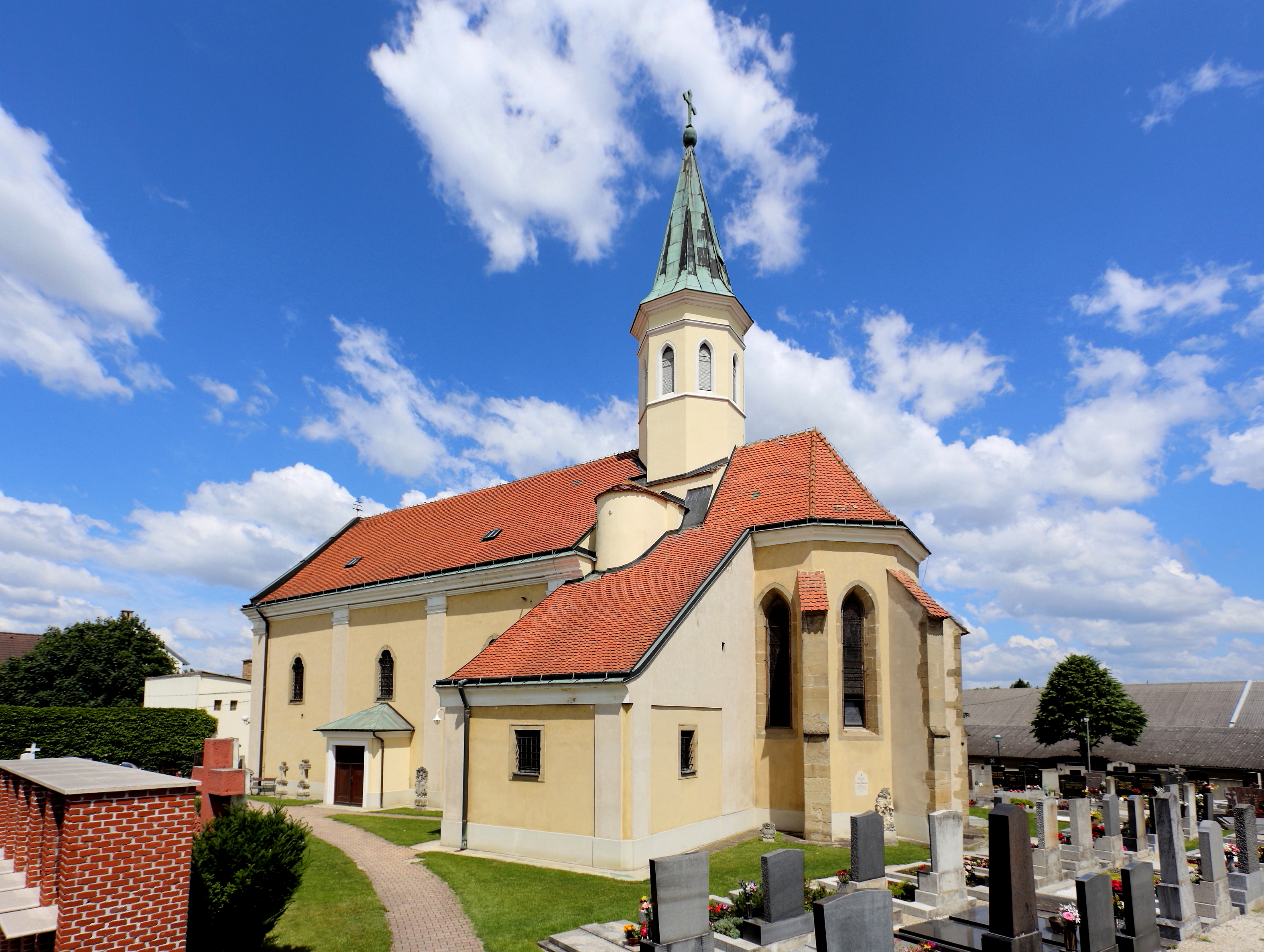
Pfarrkirche Markgrafneusiedl

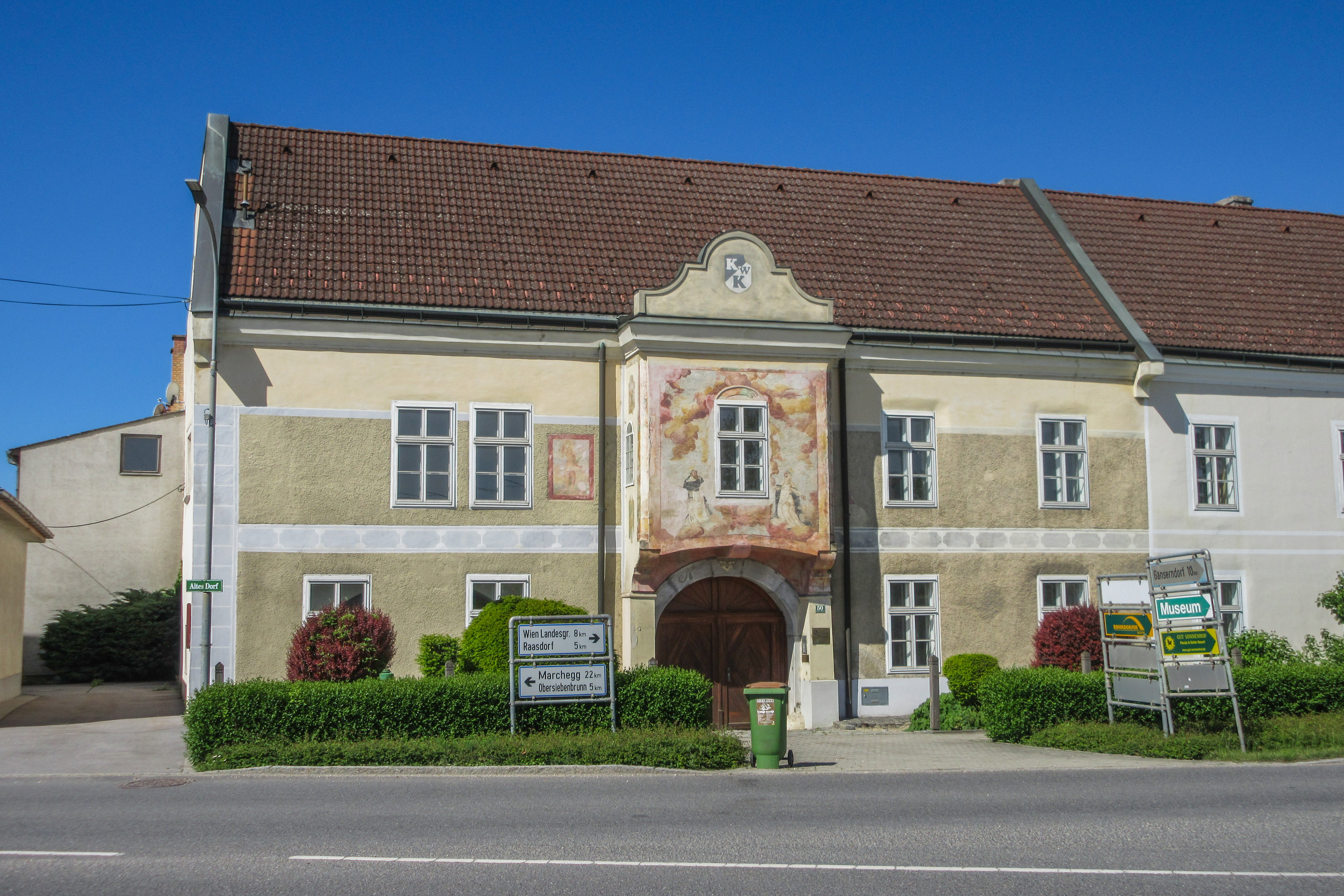
Der Kerphenhof in Markgrafneusiedl

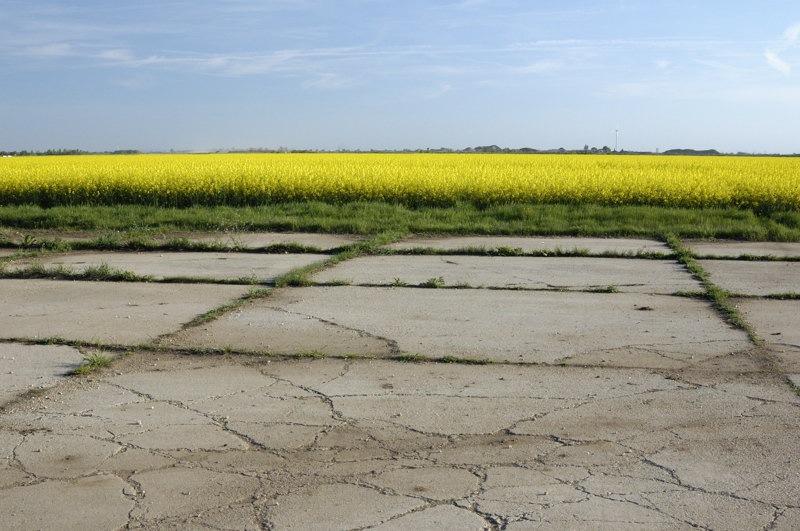
Ruine Militärflugplatz

- Kirchenruine Markgrafneusiedl hl. Martin
- Katholische Pfarrkirche Markgrafneusiedl Mariä Himmelfahrt
- Kerphenhof
- Historisch-Archäologisches-Museum in einem ehemaligen Presshaus
- Ruine Militärflugplatz Deutsch-Wagram

## Wirtschaft und Infrastruktur

### Wirtschaftssektoren
Von den landwirtschaftlichen Betrieben des Jahres 2010 wurden 18 im Haupt-, drei im Nebenerwerb und einer von einer juristischen Person geführt. Von den 63 Erwerbstätigen des Produktionssektors arbeiteten 31 im Bereich Bergbau, 19 in der Bauwirtschaft und 13 in der Warenherstellung. Die größten Arbeitgeber des Dienstleistungssektors waren die Bereiche Grundstücks- und Wohnungswesen (49), soziale und öffentliche Dienste (34) und Verkehr (32 Erwerbstätige).
| Wirtschaftssektor            | Anzahl Betriebe | Anzahl Betriebe | Erwerbstätige | Erwerbstätige |
| Wirtschaftssektor            | 2011            | 2001            | 2011          | 2001          |
| ---------------------------- | --------------- | --------------- | ------------- | ------------- |
| Land- und Forstwirtschaft 1) | 22              | 30              | 29            | 51            |
| Produktion                   | 8               | 11              | 63            | 90            |
| Dienstleistung               | 40              | 25              | 150           | 55            |

1) Betriebe mit Fläche in den Jahren 2010 und 1999

### Arbeitsmarkt, Pendeln
Im Jahr 2011 lebten 449 Erwerbstätige in Markgrafneusiedl. Davon arbeitete weniger als ein Fünftel in der Gemeinde, mehr als vier Fünftel pendelten aus.

### Öffentliche Einrichtungen
In Markgrafneusiedl befindet sich eine Volksschule.

### Verkehr
- Eisenbahn: Die Gemeinde liegt zwischen der Nordbahn und der Marchegger Ostbahn. Der Bahnhof Deutsch-Wagram ist sieben Kilometer entfernt.[11] Von dort gibt es viertelstündliche Verbindungen nach Wien (Stand 2021).[12]
- Straße: Markgrafneusiedl ist der Knotenpunkt der drei Landesstraßen L2, L6 und L11.

## Politik

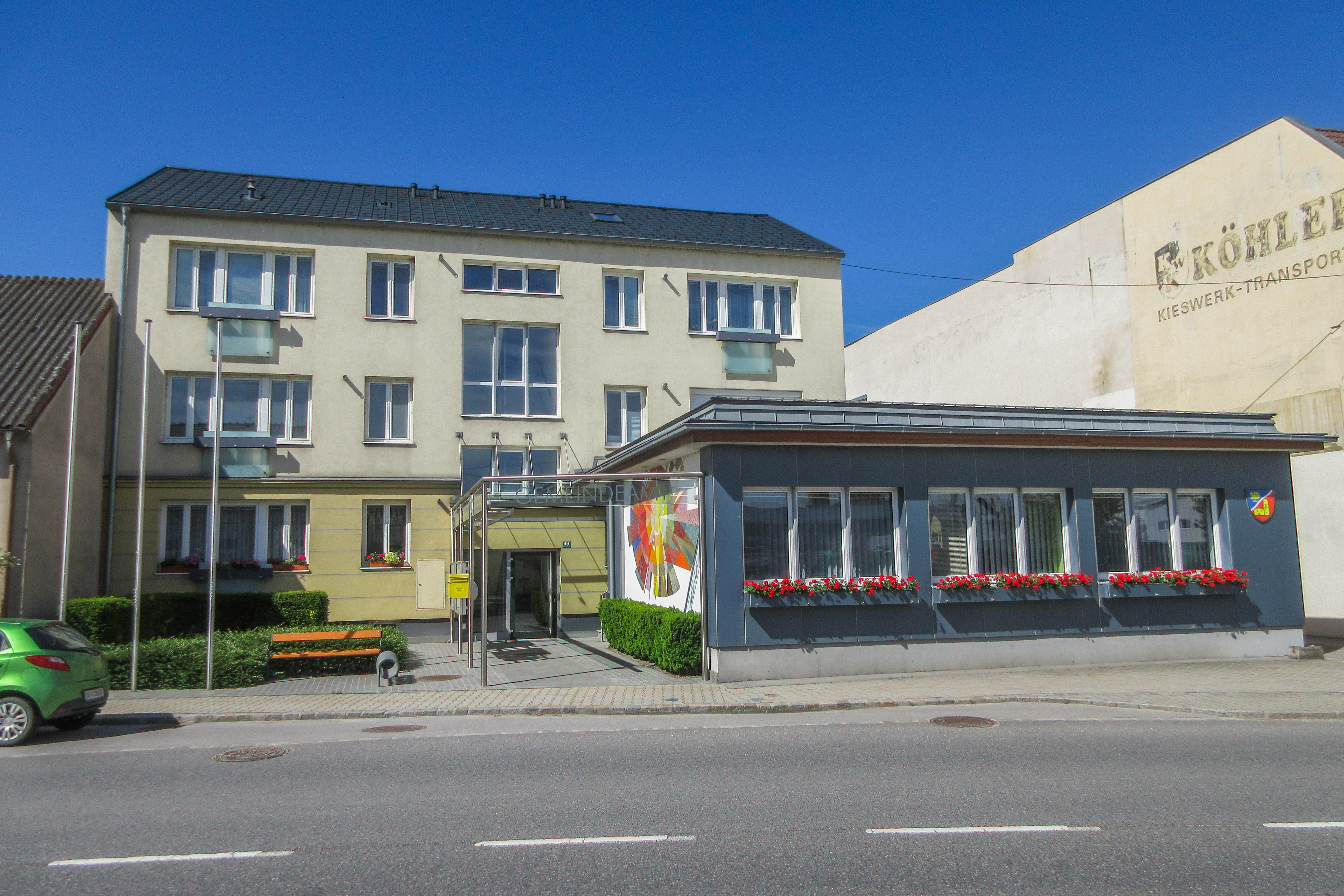
Gemeindeamt von Markgrafneusiedl

### Gemeinderat
Der Gemeinderat hat 15 Mitglieder.
- Nach den Gemeinderatswahlen in Niederösterreich 1990 hatte der Gemeinderat folgende Verteilung: 8 ÖVP und 7 SPÖ.
- Nach den Gemeinderatswahlen in Niederösterreich 1995 hatte der Gemeinderat folgende Verteilung: 12 ÖVP und 3 SPÖ.[13]
- Nach den Gemeinderatswahlen in Niederösterreich 2000 hatte der Gemeinderat folgende Verteilung: 10 SPÖ und 5 ÖVP.[14]
- Nach den Gemeinderatswahlen in Niederösterreich 2005 hatte der Gemeinderat folgende Verteilung: 11 SPÖ und 4 ÖVP.[15]
- Nach den Gemeinderatswahlen in Niederösterreich 2010 hatte der Gemeinderat folgende Verteilung: 11 SPÖ und 4 ÖVP.[16]
- Nach den Gemeinderatswahlen in Niederösterreich 2015 hatte der Gemeinderat folgende Verteilung: 8 SPÖ und 7 ÖVP.[17]
- Nach den Gemeinderatswahlen in Niederösterreich 2020 hatte der Gemeinderat folgende Verteilung: 9 SPÖ und 6 ÖVP.[18]
- Nach den Gemeinderatswahlen in Niederösterreich 2025 hat der Gemeinderat folgende Verteilung: 12 SPÖ und 3 ÖVP.[19]

### Bürgermeister
Bürgermeister seit 1862 waren:
- 1862–1885 Michael Myaer
- 1885–1891 Leopold Dinst
- 1891–1894 Karl Landbauer
- 1894–1900 Leopold Dinst
- 1900–1919 Andreas Karpfinger
- 1919–1929 Johann Mühl
- 1929–1945 Johann Schilk
- 1945–1960 Karl Schwiretz
- 1960–1984 Anton Sykora
- 1984–1990 Karl Krehlik
- 1990–2000 Alfred Nagl
- 2000–2015 Erwin Hrabal (SPÖ)
- 2015–2016 Helmut Fellinger (SPÖ)[21][22]
- 2016–2024 Franz Mathä (SPÖ)
- seit 2024 Wolfgang Seidl (SPÖ)

### Gemeindewappen
Markgrafneusiedl wurde 1994 ein Gemeindewappen verliehen. 
Die diagonale Wellenlinie stellt den Rußbach dar. Der goldene Adler links oben erinnert an den Markgraf Leopold und ist dem niederösterreichischen Wappen entnommen. Die Ruine rechts unten ist das Wahrzeichen der Gemeinde.

## Persönlichkeiten

### Söhne und Töchter der Gemeinde
- Laurenz Mayer (1828–1912), Wiener Hof- und Burgpfarrer, Titularbischof von Dioclea, Beichtvater und Berater von Kaiser Franz-Joseph
- Andreas Karpfinger (1862–1926), Wirtschaftsbesitzer, Politiker und Abgeordneter zum Landtag von Niederösterreich